# هونگ هوا یون
هونگ هوا یون (کره‌ای: 홍화연؛ زادهٔ ۲۰ مارس ۱۹۹۸) بازیگر اهل کره جنوبی است.

## فیلم‌شناسی

### مجموعه تلویزیونی
| سال  | عنوان           | نقش         | توضیحات                | منابع       |
| ---- | --------------- | ----------- | ---------------------- | ----------- |
| ۲۰۲۲ | جه گال مربی ذهن | کیم مو یونگ |                        | [ ۱ ]       |
| ۲۰۲۲ | فقط تو          | هیون سول گی | درام اینترنتی دو قسمتی | [ ۲ ] [ ۳ ] |
| ۲۰۲۳ | بورا! دبورا     | بانگ وو ری  |                        | [ ۴ ]       |
| ۲۰۲۵ | قلب‌های مدفون    | یو اون نام  |                        | [ ۵ ] [ ۶ ] |
| ۲۰۲۵ | رانینگ میت      | یون جونگ هی |                        | [ ۷ ] [ ۸ ] |